# Николай Павлович Акимов
Николай Павлович Акимов (16 април 1901 – 6 септември 1968) е руски режисьор, художник и преподавател. Народен артист на СССР (1960). Професор (1960).

## Биография
Роден е на 16 април 1901 г. в Харков, Украйна. През 1914 г. учи изящни изкуства в Санкт-Петербург. Продължава образованието си до 1922 г.
От 1922 г. Акимов започва кариерата си като илюстратор на книги и като сценограф. През 1927 г. прави своята първа самостоятелна изложба в Петроград. През 1929 г. започва работа като режисьор в москвски театър. От 1955 г. преподава в Театрален инситут в Ленинград, а от 1960 г. е професор.
Умира 6 септември 1968 г. на турне в Москва. Погребан е в гробището в Ленинград.

## Творчество
Поставя спектаклите:
- „Валенсианската вдовица“, Лопе де Вега,
- „Сянката“, Евгений Шварц,
- „Делото“, Александър Сухово-Кобилин и др.